# Patrick Todd
Patrick Todd (ur. 14 listopada 1979 w Danbury, Connecticut) – amerykański wioślarz, reprezentant Stanów Zjednoczonych w wioślarskiej czwórce bez sternika wagi lekkiej podczas Letnich Igrzysk Olimpijskich w Pekinie.

## Osiągnięcia
- Mistrzostwa Świata – Mediolan 2003 – czwórka bez sternika wagi lekkiej – 3. miejsce[2].
- Igrzyska Olimpijskie – Ateny 2004 – czwórka bez sternika wagi lekkiej – 9. miejsce[2].
- Mistrzostwa Świata – Monachium 2007 – czwórka bez sternika wagi lekkiej – 11. miejsce[1].
- Igrzyska Olimpijskie – Pekin 2008 – czwórka bez sternika wagi lekkiej – 11. miejsce[2].
- Mistrzostwa Świata – Linz 2008 – ósemka wagi lekkiej – 1. miejsce[3].